# Metaphycus sergueii
Metaphycus sergueii är en stekelart som beskrevs av Svetlana N. Myartseva 2003. Metaphycus sergueii ingår i släktet Metaphycus och familjen sköldlussteklar. Inga underarter finns listade i Catalogue of Life.